# ФК Богота
ФК „Богота“ (на испански: Bogotá F.C.) е колумбийски футболен отбор от столицата Богота. Основан е на 13 януари 2003 г.

## История
Предшественик на ФК „Богота“ е създаденият през 1991 г. Клуб Ел Кондор, който през годините е носел и имената Депортиво Ел Кондор, Ел Кондор, Кондор Реал Богота и Кондор Депортиво Сур-Богота. Най-предното класиране на ФК Богота е четвъртото място в крайното класиране на Категория Примера Б през 2008 г. През 2012 г. стават ясни плановете за преместване на отбора в Монтерия заради слабата подкрепа от страна на феновете в Богота. Димайор дава своето разрешение, но преговорите се провалят и тимът остава в Богота.

## Играчи

### Известни бивши играчи
- Вилберто Косме
- Диего Пералта

## Успехи
- Категория Примера Б:
  - Трето място (1): 2013

## Рекорди
- Най-голяма победа: 6:0 срещу Патриотас, 22 юни 2008; Баранкиля, 15 април 2010 г.
- Най-голяма загуба: 6:0 срещу Унион Магдалена, 26 май 2012 г.
- Най-много Голове: Вилберто Косме – 80